# Józef Pławski
Józef Pławski (ur. 20 lutego 1904 w Glebowcach, zm. 31 marca 1945 w Castro Caro we Włoszech) – ogniomistrz Polskich Sił Zbrojnych.

## Dzieciństwo i młodość
Urodził się w dniu 20 lutego 1904 roku w rodzinie Józefa i Zofii (z d. Leśkiewicz). Miał dwoje rodzeństwa: siostrę Marię i brata Feliksa.
W latach 1920–1927 uczęszczał do Państwowego Gimnazjum Koedukacyjnego im. Hetmana Karola Chodkiewicza w Lidzie. W ramach nauki w Gimnazjum, w latach 1925–1927 uczęszczał do Hufca Szkolnego prowadzonego przez Dowództwo Rejonu Przysposobienia Wojskowego 77 Pułku Piechoty. W okresie 1 grudnia 1927 – 9 marca 1928 uczęszczał do Szkoły Podoficerskiej Samodzielnego Dyonu Artylerii Przeciwlotniczej Nr 3, którą ukończył z wynikiem celującym (lok. 1/22) i otrzymał nominację na stopień kaprala. Począwszy od 1 listopada 1929 pracował w Zarządzie Gminnym w Wasiliszkach (pow. Szczuczyn), a następnie w Zarządzie Gminnym w Szczuczynie na stanowisku drogomistrza. Decyzją Prezesa Rady Ministrów Sławoja Składkowskiego, z dnia 30 sierpnia 1938 roku, został odznaczony Brązowym Krzyżem Zasługi. W dniu 5 stycznia 1939 roku został powołany na stanowisko Komendanta Koła Związku Rezerwistów w Szczuczynie.
W dniu 18 listopada 1939 roku Józef Pławski poślubił Leonardę Jagielnicką (córkę Józefa i Heleny z d. Skobejko). Ze związku tego narodziła się córka Zofia (ur. 11 października 1940 roku).

## II wojna światowa
Po wkroczeniu armii sowieckiej na terytorium Polski, został aresztowany w dniu 23 marca 1940 za działalność w polskim Związku Rezerwistów i wyrokiem z dnia 25 listopada 1940 roku (Приговорен: ОСО 25 ноября 1940 г., обв.: 74 УК БССР) skazany na 8 lat poprawczego obozu pracy (obozu pracy przymusowej). Zesłany na Syberię do miasta Iwdiel (obwód świerdłowski) – ponad 3000 km od domu rodzinnego. Do obozu przybył w dniu 24 kwietnia 1941 roku. Na mocy zawartego w dniu 30 lipca 1941 roku układu Sikorski-Majski i tzw. amnestii dla obywateli polskich z Rzeczypospolitej: zesłanych, uwięzionych w więzieniach śledczych NKWD i deportowanych do obozów koncentracyjnych, w dniu 29 sierpnia 1941 roku został zwolniony z obozu pracy przymusowej. Rehabilitowany 26 kwietnia 1989 roku przez Prokuratora Obwodu grodzieńskiego.

### Armia Polska na Wschodzie
Po kolejnej bardzo długiej wędrówce (ponad 3.500 km), dotarł do Dżalalabadu (Kirgistan), gdzie w dniu 24 lipca 1942 roku został przyjęty w szeregi Armii Andersa formowanej w Kirgistanie, z przydziałem do 5 Dyonu Artylerii Przeciwlotniczej, wchodzącego w skład 5 Kresowej Dywizji Piechoty. Razem z Armią Andersa przeszedł cały szlak bojowy, począwszy od ewakuacji z terenów ZSRR, przegrupowanie przez Iran do Iraku. Brał udział w formowaniu 5 Kresowej Dywizji Piechoty, w przegrupowaniu oddziałów do Palestyny, do Egiptu oraz na półwysep Apeniński. Brał udział we wszystkich działaniach 5KDP na terenie Włoch, w tym w walkach pod Monte Cassino.
Józef Pławski zginął w wypadku motocyklowo-samochodowym w dniu 31 marca 1945 roku w okolicach Castro Caro (prowincja Forli) i został pochowany na kwaterze polskiej cmentarza w Castro Caro. Po wojnie szczątki Józefa Pławskiego zostały przeniesione na Polski Cmentarz Wojenny w Bolonii-San Lazzaro di Savena (Włochy).

## Odznaczenia
- Odznaka pamiątkowa 3-go Pułku Artylerii Ciężkiej im. Stefana Batorego (25 października 1932)
- Brązowy Medal za Długoletnią Służbę
- Odznaka Związku Rezerwistów (15 sierpnia 1938)
- Brązowy Krzyż Zasługi (30 sierpnia 1938)
- Krzyż Pielgrzyma (Krzyż Honorowy Leona XIII)
- Krzyż Pamiątkowy Monte Cassino
- Odznaka pamiątkowa 5 Kresowej Dywizji Piechoty (14 sierpnia 1946)